# Kassala (stat)
Kassala (arabisk: كسلا) er en af Sudans 15 delstater (wilayat). Befolkningen udgjorde 1.171.118 indbyggere i 2006 på et areal på 36.710 km2.
Den administrative hovedby er Kassala.   

## Administrativ inddeling
Delstaten er inddelt i elleve mahaliyya:
1. Aroma Rural
2. Halfa Al Gedida
3. Hamoshkoreib
4. Kassala City
5. Kassala Rural
6. Kassala West
7. Nahr Atbara
8. North al Dalta
9. Setit
10. Talkook
11. Wad al Hilaiw